# Gordon Sato
Pour les articles homonymes, voir Sato.
Le Dr Gordon Hisashi Sato, PhD (17 décembre 1927 - 31 mars 2017) est un biologiste cellulaire américain qui a découvert un polypeptide nécessaire pour la culture des cellules de mammifères en vitro. Pour ce travail, il a été élu en 1984 aux États-Unis à la National Academy of Sciences.
Dans le milieu des années 1980, il a créé le projet Manzanar visant à s'attaquer aux problèmes les plus critiques de la planète comme la pauvreté, la faim, la pollution de l'environnement et le réchauffement de la planète par le biais de méthodes biotechnologiques dans les déserts et de transfert de technologie à la population autochtone.